# 제11사단 (일본군)

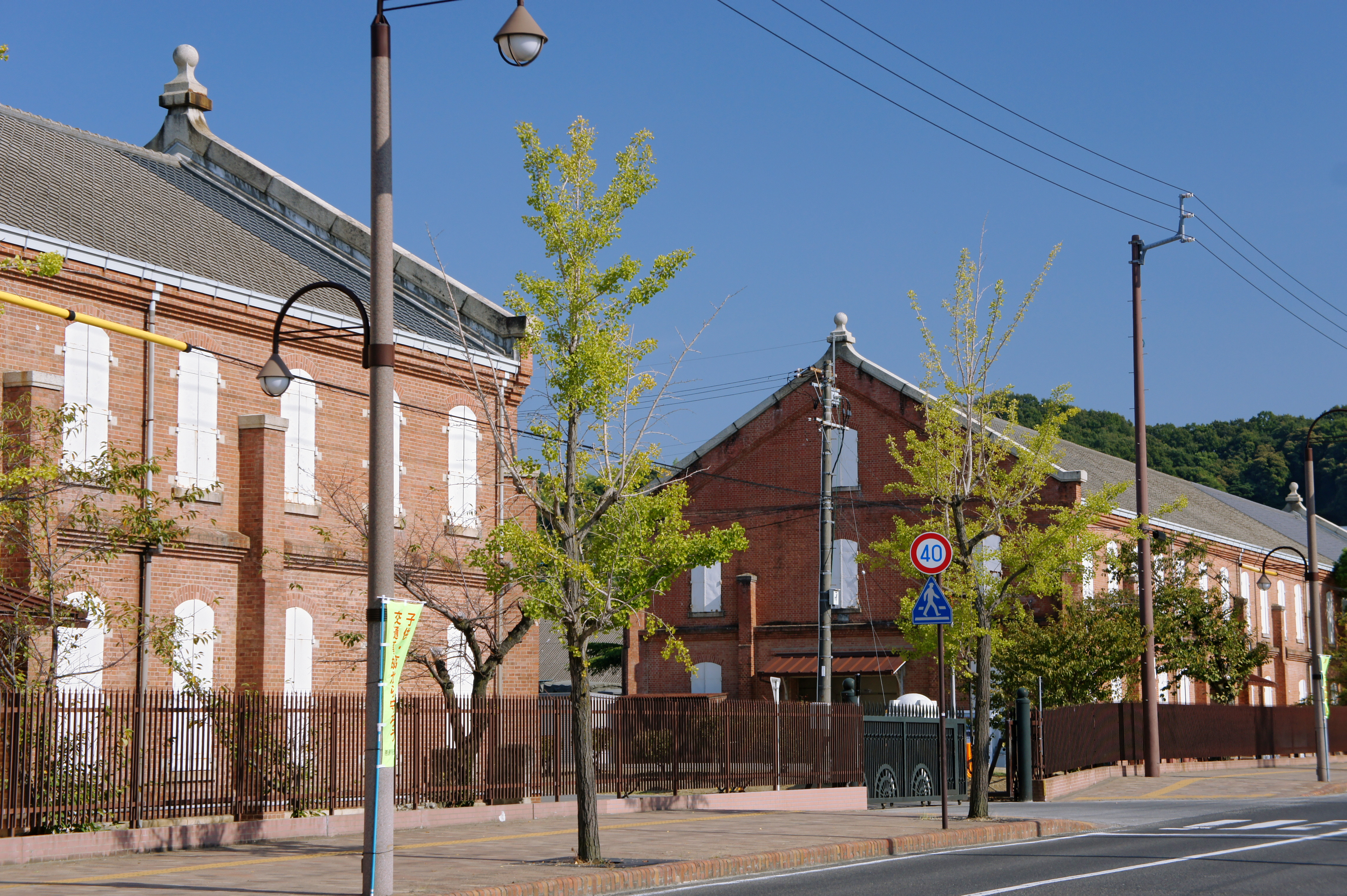
제11사단 주둔지(善通寺)

제11사단(일본어: 第11師団 다이 쥬이치 시단[*]) 별명 "비단병단(錦兵団)"은 일본 제국 육군의 열한 번째 보병 사단이다. 청일 전쟁 이후 새로이 창설된 6개 사단 중 하나로 러일 전쟁에서 여순항 포위와 봉천 회전에 참여하여 전과를 올렸다, 중일 전쟁기간에는 만주지역에 주둔하였으며 대만의 수비대를 지휘하였다. 태평양 전쟁에 참전하여 괌을 수비하였으며 결호작전에서 시코쿠 섬의 방위를 책임졌다.

## 역사

### 창설
제11사단은 청일전쟁 이후 러시아와의 전쟁에 대비하여 일본제국이 군비확장의 일환으로 20여개의 보병 연대를 증강, 5개 사단을 새로이 편성하는 과정에서 창설되었다. 제11사단의 창설지는 시코쿠에 해당하는 제11사관(第11師管), 1945년 이후의 1945년의 선통사사관구(善通寺師管区)이다. 일반적으로 사관에 호적이 있는 이들은 제11사단으로 배속되었으나 예외사항이 존재하였다. 사단을 이루는 4개의 보병연대는 각각 도쿠시마현, 가가와현, 에히메현, 고치현에서 병력을 충원하였다.

### 러일 전쟁
러일 전쟁 기간 동안 제11사단은 노기 마레스케 장군의 제3군에 편성되었고 여순항 포위에 참여하였다. 약 6만 명의 사상자가 발생하였던 격렬한 여순항 포위전을 치른 제11사단은 제3군에서 압록강군으로 재배치되었다. 러일전쟁 기간 동안 쓰지야 미쓰하루 중장이 여순항 포위전을 이끌었고 미쓰하루 중장이 러시아군의 총격에 머리를 다쳐 본토로 후송된 후에는 사메지마 시게오 중장이 제11사단을 지휘하였다.
가와무라 가게아키 대장이 지휘하는 압록강군의 일부로 제11사단은 봉천 회전에도 사메지마 중장 지휘 하에 참여하였다. 봉천 회전에서 양군은 비슷한 병력을 보유하였으나 러시아군은 1219문의 야포와 56정의 기관총을 보유한 반면 일본군은 992문의 야포와 1천 정의 기관총을 보유하였고 기병전력과 화력은 러시아가, 기관총 수는 일본이 앞섰다. 제11사단이 속한 압록강군은 봉천회전에서 최우측에 배치되었고 1905년 2월 23일 산맥을 이용하여 러시아 군의 좌측을 기습하였다. 압록강군이 러시아군의 좌측면을 타격하면서 러시아군의 지휘관이었던 쿠로파트킨 장군은 일본군이 우익에 힘을 실어 공세를 실시하는 것으로 오인하여 좌측면에 예비대를 파견하였다. 그러나 일본군은 여순포위전을 마친 후 합류하였던 제 3군을 제 2군 후방에 비밀리에 배치하였고, 러시아군은 중앙에서 일본군의 공세를 잘 막고 있었지만 우측에서 갑자기 공격해오는 제 3군에 의해 병력을 재편성해야만 했다. 노기의 제3군이 퇴로를 차단하는 것을 막기 위해 러시아군은 봉천을 포기해야 했고 북쪽으로 퇴각하는 과정에서 발생한 혼란은 많은 군수물자와 병기의 손실을 야기하였다.

### 중일전쟁
1932년 1월 28일 발생한 제1차 상하이 사변에 상하이 파견군의 일부로 참전하였다. 중화민국의 제19로군이 일본군의 공세를 잘 방어해내자 제9사단과 혼성 제24여단의 전력으로도 중화민국군을 제압할 수 없었고, 이에 따라 2월 29일 타이창 시에 제11사단이 증파되어 3월 1일의 19로군의 반격을 분쇄하였고 19로군은 보급문제로 상하이에서 퇴각하여야 했다.
1937년 중일전쟁이 본격적으로 개시되면서 7월에 상하이로 배치되었지만 1938년 8월에 만주국 수비대로 재배치되었다. 1939년 10월에는 제22보병연대가 제24사단에 배속되면서 사각 편제사단에서 삼각 편제 사단이 되었다. 이에 따라 약 7천명에 이르는 병력이 감소하였으며 2개의 보병연대로 구성된 2개의 보병여단 체제에서 3개의 보병연대로 구성된 1개의 보병단 체제로 변하였다.

### 태평양전쟁
태평양전쟁 기간 동안 제5군에 배속된 제11사단은 만주에서 치안유지 임무를 수행하였고 보병 제43연대, 보병 제12연대와 산포병 제11연대 산하 제3대대 3개 대대가 괌의 제6분견대로 파견되었다. 제6분견대는 이후 독립혼성 제10연대로 개편되어 괌 전투에 참전하였다.

## 역대 사단장
1. 노기 마레스케(乃木希典) 중장 : 1898년 10월 1일 -
2. 오키하라 고후(沖原光孚) 중장 : 1901년 5월 22일 -
3. 쓰치야 미쓰하루(土屋光春) 중장 : 1902년 5월 5일 -
4. 사메지마 시게오(鮫島重雄) 중장 : 1904년 12월 1일 - 1906년 7월 6일
5. 쓰치야 미쓰하루(土屋光春) 중장 : 1906년 7월 6일 - 1908년 12월 21일
6. 이지치 코스케(伊地知幸介) 중장 : 1908년 12월 21일 - 1910년 11월 30일
7. 요다 히로타로(依田広太郎) 중장 : 1910년 11월 30일 - 1914년 8월 8일
8. 가키자키 도미사부로(蠣崎富三郎) 중장 : 1914년 8월 8일 - 1917년 8월 6일
9. 마치다 게이(町田経宇) 중장 : 1917년 8월 6일 -
10. 사이토 스에지로(斎藤季治郎) 중장 : 1919년 4월 12일 - 1921년 2월 26일
11. 시라카와 요시노리(白川義則) 중장 : 1921년 3월 11일 - 1922년 8월 15일
12. 고니시 효고(向西兵庫) 중장 : 1922년 8월 15일 -
13. 고이즈미 로쿠이치(小泉六一) 중장 : 1926년 3월 2일 -
14. 마쓰이 이와네(松井石根) 중장 : 1929년 8월 1일 -
15. 고토 도쿠타로(厚東篤太郎) 중장 : 1931년 8월 6일 -
16. 하라다 게이이치(原田敬一) 중장 : 1933년 3월 18일 -
17. 후루쇼 모토(古荘幹郎) 중장 : 1934년 8월 1일 -
18. 다시로 간이치로(田代皖一郎) 중장 : 1935년 9월 21일 -
19. 다다 하야오(多田駿) 중장 : 1936년 5월 1일 -
20. 야마무로 소부(山室宗武) 중장 : 1937년 8월 14일 -
21. 와타리 히사오(渡久雄) 중장 : 1938년 7월 15일 - 1939년 1월 2일(사망)
22. 나이토 마사이치(内藤正一) : 1939년 1월 7일 - 11월 28일
23. 우시지마 미쓰루(牛島満) 중장 : 1939년 12월 1일 -
24. 다카모리 다카시(鷹森孝) 중장 : 1941년 10월 15일 -
25. 오노 히로카즈(大野広一) 중장 : 1945년 4월 7일 -

## 편성
| 창설 당시 - 사단 사령부 - 보병 제22여단 - 보병 제43연대 - 보병 제12연대 - 보병 제10여단 - 보병 제22연대 - 보병 제44연대 - 기병 제11연대 - 야포병 제11연대 - 공병 제11대대 - 치중병 제11대대 | 러일 전쟁 당시 - 사단 사령부 - 보병 제22여단 - 보병 제43연대 - 보병 제12연대 - 보병 제10여단 - 보병 제22연대 - 보병 제44연대 - 기병 제11연대 - 야포병 제11연대 - 공병 제11대대 - 치중병 제11대대 - 사단 탄약대대 - 사단 야전병기창 - 사단 야전병원 - 사단 야전병원 - 사단 야전병원 | 러일 전쟁 이후 - 사단 사령부 - 보병 제22여단 - 보병 제43연대 - 보병 제44연대 - 보병 제10여단 - 보병 제12연대 - 보병 제62연대 - 기병 제11연대 - 야포병 제11연대 - 공병 제11대대 - 치중병 제11대대 - 사단 위생대(만주주둔 시기) - 사단 야전병원(만주주둔 시기) | 중일 전쟁 시기 - 사단 사령부 - 보병 제22여단 - 보병 제43연대 - 보병 제44연대 - 보병 제10여단 - 보병 제12연대 - 보병 제62연대 - 기병 제11연대 - 야포병 제11연대 - 공병 제11대대 - 치중병 제11대대 - 사단 통신대 - 사단 위생대 - 사단 제1야전병원 - 사단 제2야전병원 - 사단 제3야전병원 - 사단 제4야전병원 - 대만 중등(重藤)지대 - 대만수비대 - 대만 제1보병연대 - 대만 제2보병연대 - 대만 산포병대 | 1945년 - 사단 사령부 - 보병 제12연대 (錦2425부대) - 보병 제43연대 (錦2435부대) - 보병 제44연대 (錦2445부대) - 기병 제11연대 (錦2455부대) - 산포병 제11연대 (錦2465부대) - 공병 제11연대 (錦2475부대) - 치중병 제11연대 (錦2485부대) - 사단 통신대 - 사단 방역급수부 - 사단 야전병원 - 사단 병마창 - 사단 제독대 |

## 참고 자료
- Kowner, Rotem (2006). 《The A to Z of the Russo-Japanese War》 (영어). Scarecrow Press, Inc. 244~246쪽. ISBN 978-0-8108-6841-0.
- 야마다 아키라 (2019년 8월 12일). 《일본, 군비확장의 역사》. 번역 윤현명 초판. 어문학사. 33쪽.
- “第十一師団” (일본어). 2020년 12월 15일에 확인함.